# Double Dutch
 (novembre 2017).
Si vous disposez d'ouvrages ou d'articles de référence ou si vous connaissez des sites web de qualité traitant du thème abordé ici, merci de compléter l'article en donnant les références utiles à sa vérifiabilité et en les liant à la section « Notes et références ».

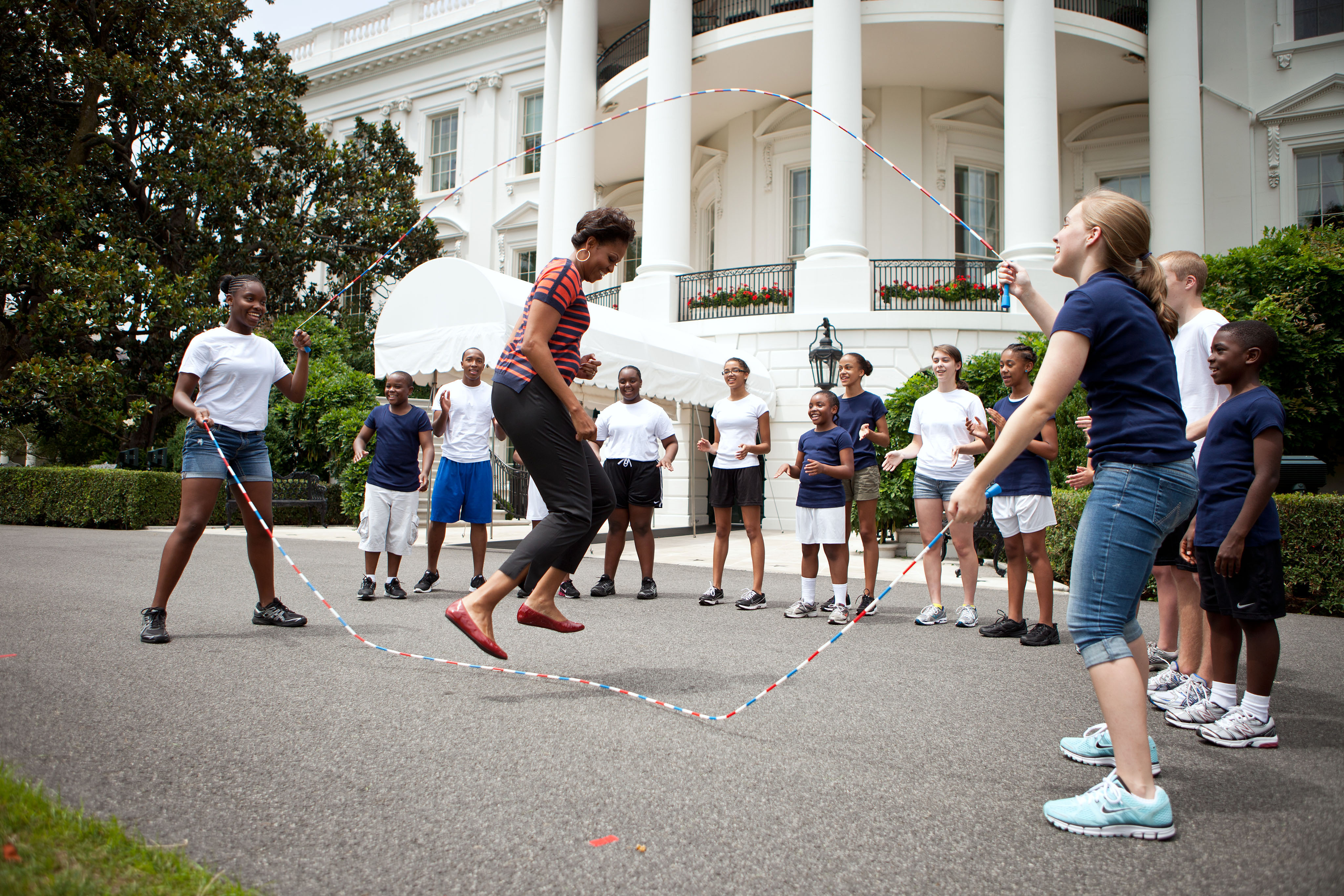
Michelle Obama à la Maison-Blanche en juillet 2011.

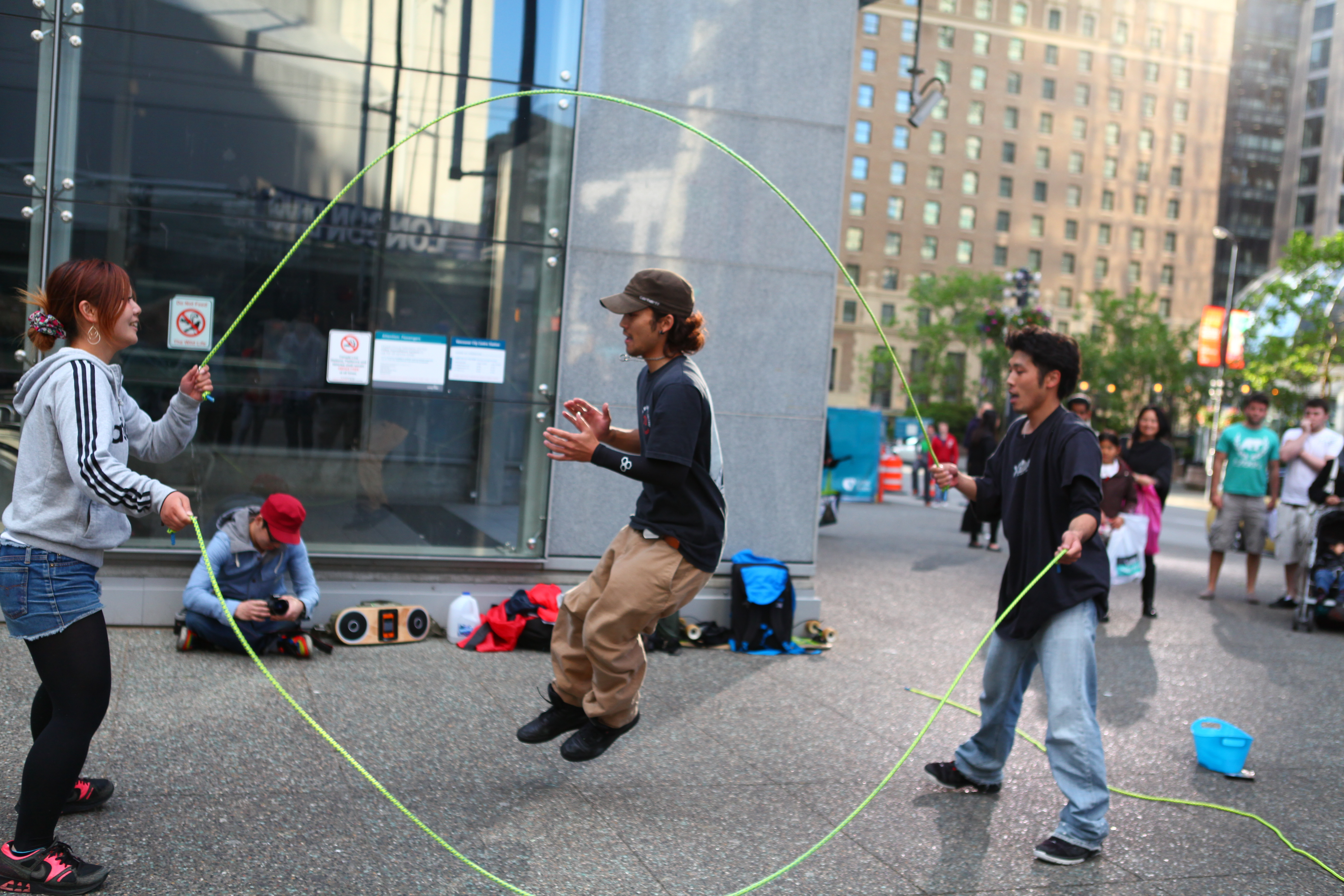
Double Dutch dans la rue à Vancouver.

Le double Dutch (/ˈdʌbl.dʌtʃ/) est un sport de saut à la corde, avec ses règles et ses championnats. À l'origine, il s'agit d'un jeu inventé aux États-Unis, à New York, par des enfants d'immigrés hollandais (Dutch en anglais signifie « néerlandais »). Dans les années 1970, s'est développée la version sportive, notamment dans le quartier du Bronx.
Il s'agit d'un sport très accessible et ne nécessitant pas de matériel spécifique, excepté les cordes.

## Origine[2]
Le double Dutch est une extension innovante au jeu traditionnel de la corde à sauter. Cette discipline est initiée pour la première fois il y a 300 ans, dans les rues de New York, par des enfants de pionniers hollandais. Le nom double Dutch proviendrait de cette époque et désignerait le « charabia » dans lequel s’exprimaient ces nouveaux venus.
Devenu très populaire aux États-Unis dans sa version ludique, il connaît un déclin vers 1950 dû aux modifications de l’environnement urbain hostile aux sports d’extérieur ainsi qu’à l’apparition de la télévision de masse.
Dans les années 1970, la dimension sportive du double Dutch naît par l’intermédiaire de certaines structures nord-américaines de prévention et par des écoles. La première compétition se déroule aux États-Unis en 1973 à l’initiative de l’American Double Dutch League (ADDL). Depuis, une fédération internationale œuvre au développement des pratiques sportives utilisant le saut à la corde.
Ce sport s’est démocratisé à grande échelle, mais il reste un symbole des jeunes-filles afro-américaines qui en sont les plus ferventes pratiquantes. En référence, l’ex-première dame Michelle Obama s’est elle aussi vu apparaître à la télévision américaine, en pleine démonstration de double Dutch.

## Pratique
Le double Dutch est un sport qui mélange la traditionnelle corde à sauter aux codes de la gymnastique et de la danse hip-hop. 
Le concept est simple : deux « tourneurs » manient en ellipse une corde en nylon, et un ou plusieurs sauteurs effectuent des figures à l'intérieur. La corde de double Dutch doit mesurer 3,50 mètres pour être homologuée par la ligue américaine. L'association européenne se montre plus souple sur le sujet. 
Ce sport mixte se pratique dès l'âge de six ans. Pour les jeunes, l'intérêt du double Dutch n'est pas uniquement celui de la pratique d'un sport d'équipe et ludique, il s'agit d'un sport complet où chacun trouve sa place. Vitesse, endurance, coordination, esprit d'équipe : la discipline réunit de grandes qualités sportives autour d'une corde à sauter. 
Première étape : apprendre à tourner. Acquérir le bon coup de poignet qui donne le rythme à ses coéquipiers est essentiel, la synchronisation étant la pierre d'angle d'une bonne équipe de Double Dutch. Les sauteurs entrent alors dans la danse pour environ quarante secondes d'effort.
Deux types d'épreuves se distinguent : d'une part, la vitesse, avec un maximum de pas à effectuer dans le temps imparti, et d'autre part, les figures libres ou imposées, du simple saut — un seul appui par passage de corde — à la rondade, en passant par le saut de mouton et le grand écart pour les meilleurs.

## Disciplines[4]

### Double Dutch
Discipline phare, le double Dutch est la version en équipe des sports de saut à la corde. Elle nécessite 3 ou 4 athlètes et deux cordes formant des ellipses opposées et alternées pour des épreuves de vitesse avec ses records et des performances freestyle mêlant acrobaties, chorégraphie, technique de corde et puissance athlétique. 

### Corde simple sportive
Un jeu traditionnel devenu un sport complet aux multiples facettes, on y retrouve les éléments fondateurs des disciplines de saut à la corde avec des performances de vitesse, d’endurance et de freestyle. Pratiquées massivement et partout, utilisées en fitness, en préparation physique…

## France
Sport très populaire aux États-Unis, il est présenté en France pour la première fois en 1982, lors de la venue du  New York City Rap Tour. Le groupe Dutch Force System se crée en Ile-de-France à la suite de cet événement.  
En 1990 est créée la Fédération française de double Dutch (FFDD). Elle œuvre au service du développement de la discipline sur l'ensemble du territoire français et au-delà de ses frontières.   
En 1993, deux équipes françaises participent au World Invitational Championship organisé par l’ADDL à New York.  
Cette activité, pratiquée en majorité par un public jeune et féminin, n'a cessé de gagner du terrain. 
La France est à l’initiative de plusieurs compétitions internationales à Paris comme le championnat européen (2003) et le championnat international de double Dutch (2007 - 2009 - 2011 - 2013). Elle a également accueilli les championnats du monde (World Jump Rope) en juillet 2015.
Avec l’obtention de l’agrément du ministère des Sports en 2011, la fédération organise tous les ans le championnat de France de double Dutch.
Par ailleurs, elle développe à travers son programme Sauté Santé la pratique de la corde à sauter en milieu scolaire et dans tous les autres lieux propices à la pratique de la discipline.
En 2021, la fédération devient Double Dutch - Jump Rope en adéquation avec la fédération internationale et élargit son activité à toutes les disciplines sportives de saut à la corde. Elle regroupe, à ce jour, plus de 10 000 licenciés.  
Ces dernières années, le double Dutch prend de plus en plus de place dans les cours de récréation (école élémentaire, collège, lycée) et s’est même intégré au programme des cours d’EPS. Il fait désormais partie intégrante du sport scolaire.